# María de Armendáriz
María de Armendáriz (siglo XV) fue una dama de compañía de la reina Blanca I de Navarra y posteriormente de la infanta Leonor I de Navarra.

## Biografía
Era hija de Arnaldo, señor de Armendáriz, que más tarde sería capitán beaumontés de Olite.
Hacia el 1443 recibe, como agradecimiento a los servicios prestados a Blanca I de Navarra, una gratificación de Carlos de Viana a través de Martín de Irurita. Según se indica en la documentación, esa cantidad debía servir como ayuda para su futuro matrimonio.
Unos años más tarde, probablemente, tras la muerte de la princesa de Viana, Inés de Cleves (1422–1448), se convierte en amante del príncipe Carlos de Viana y con quien tuvo una hija, Ana de Navarra, nacida en 1451, que se ocupará posición entre los aspirantes al trono de Navarra.
Cuando nació Ana, Carlos le escribe a María, ese mismo año, expresándole su afecto, al referirse a ella como “mi amor e señora”. El príncipe volvió a escribir a María desde Artajona, prometiéndole amor según se desprende de sus palabras: «Yo el Príncipe do mi buena fe a vos, doña María d’Armendariz, que aviendo de vos alguna criatura o criaturas, yo vos tomaré por mujer mía.»
El 10 de julio de 1456, el príncipe de Viana empeñará «los lugares de El Puyo, Berbinzana y los molinos de Artajona a favor de María de Armendáriz, para pagarle el préstamo de 5.000 florines que le había facilitado en cuanto obtuvo la libertad.» En el verano de 1453, Carlos «había tenido que pedir un préstamo bastante elevado a María de Armendáriz.»
Sin embargo, se tiene noticia que María en 1455 se iba a casar con Francisco de Barbastro, secretario del príncipe, a quien Carlos había concedido la tenencia de El Puyo. La hija de ambos, Ana de Navarra y Aragón (1451-1477), finalmente se casará en 1471 con Luis de la Cerda y de la Vega, conde de Medinaceli a instancias de Juan II de Navarra y Aragón. Tras ello, María de Armendáriz se casará con Luis de Arbizu, hijo de Beltrán de Arbizu, señor del palacio cabo de armería de Arbizu. A la muerta del príncipe de Viana, en octubre de 1461, Juan II confirmará los capítulos matrimoniales tanto de Francisco de Barbastro como de María de Armendáriz.